# Andrzej Serediuk
Andrzej Serediuk (* 18. Mai 1959 in Oława, Polen; † 14. März 2016) war ein polnischer Radrennfahrer.
Andrzej, der für den Verein Moto Jelcz Olawa startete, konnte 1983 bei der Radweltmeisterschaft in Altenrhein den dritten Platz herausfahren. Bei der Polen-Rundfahrt, die er 1983 ebenfalls mitfuhr, wurde er Zweiter. 1984 siegte er im Tribüne Bergpreis in der DDR.
Professionell fuhr er 1989 für die polnische Mannschaft Exbud - Kielce.

## Palmarès
| Zusammenfassung |        |               |                                            |
| Jahr            | Erfolg | Erfolg        | Rennen                                     |
| 1980            | 3.     | 3.            | Nationalmeisterschaft Polen, Straße        |
| 1982            | Sieger | Sieger        | Gran Premio della Liberazione (Italien)    |
| 1983            | Sieger | Gesamtwertung | Settimana Ciclista Lombarda (Italien)      |
| 1983            | 3.     | Gesamtwertung | Tour du Hainaut Occidental (Belgien)       |
| 1983            | 3.     | 3.            | Weltmeisterschaft, Straße                  |
| 1983            | 2.     | 3. Etappe     | Friedensfahrt                              |
| 1983            | Sieger | Sieger        | Nationalmeisterschaft Polen, Straße        |
| 1983            | 2.     | Gesamtwertung | Polen-Rundfahrt                            |
| 1984            | 3.     | 7. Etappe     | Friedensfahrt                              |
| 1984            | Sieger | Sieger        | Bergmeisterschaft Polen                    |
| 1985            | Sieger | Sieger        | Giro delle Due Province Marciana (Italien) |